# Paul Frederik af Mecklenburg-Schwerin (1852-1923)
 Der er flere personer med dette navn, se Paul Frederik af Mecklenburg-Schwerin. (Se også artikler, som begynder med Paul Frederik af Mecklenburg-Schwerin)
Hertug Paul Frederik til Mecklenburg-Schwerin (tysk: Paul Friedrich, Herzog zu Mecklenburg) (19. september 1852 – 17. maj 1923) var en tysk prins af Mecklenburg-Schwerin og mecklenburgsk officer og general i kavalleriet under Første Verdenskrig.

## Biografi
Paul Frederik blev født den 19. september 1852 i Ludwigslust i Mecklenburg som andet barn og anden søn af den senere Storhertug Frederik Frans 2. af Mecklenburg-Schwerin i hans første ægteskab med Prinsesse Augusta af Reuss-Köstritz.
Fra 1870 til 1876 tjente han, først som løjtnant, derefter som ritmester, i husar-regimentet von Zieten i den preussiske hær.
Paul Frederik giftede sig 5. maj 1881 i Schwerin med sin kusine Prinsesse Marie af Windisch-Graetz, datter af Fyrst Hugo af Windisch-Graetz og Hertuginde Louise af Mecklenburg-Schwerin. De fik fem børn, der, selv om Huset Mecklenburg var protestantisk, alle blev opdraget i den Romersk-katolske tro, da hertuginde Marie var katolik. I 1887 konverterede Paul Frederik selv til katolicismen. Parret levede et stilfærdigt liv i Venedig, hvor de blev venner med Kardinal Sarto, den senere Pave Pius 10., der ofte besøgte familien og fungerede som deres spirituelle rådgiver.
I 1884 frasagde Paul Frederik sig sin arveret til Storhertugdømmet Mecklenburg-Schwerin for sig og sine sønner til fordel for sine yngre brødre. Dog kunne Hertug Paul Frederik og hans efterkommere fortsat arve tronen, hvis resten af Huset Mecklenburg uddøde, dog under forudsætning af at de konverterede fra katolicismen til protestantismen.
Han og hertuginde Marie blev umyndiggjort og sat under økonomisk administration af det mecklenburgske hof i 1906, da hans nevø, Storhertug Frederik Frans 4. blev chokeret over deres pengeforbrug.
Hertug Paul Frederik døde den 17. maj 1923 i Ludwigslust.

## Ægteskab og børn
- Paul Frederik (1882-1904)
- Marie Luise (1883-1887)
- Marie Antoinette (1884-1944)
- Henrik Borwin (1885-1942)

∞ 1911-1913 Elizabeth Pratt (1860-1928)
∞ 1915-1921 Natalie Oelrichs (1880-1931)
∞ 1921 Karola von Alers (1882-1974)
- Joseph (1889-1889)